# علي أباد (كنار شهر)
علي أباد (بالفارسية: علی‌آباد) هي قرية تقع في إيران في قسم كنار شهر الريفي. يقدر عدد سكانها بـ 140 نسمة .